# ترکمان‌های سوریه
ترکمان‌های سوریه، ترک‌های سوریه به اهالی ترک سوریه گفته می‌شود. آن‌ها به زبان ترکی آذربایجانی و زبان ترکی استانبولی صحبت کرده و عمدتاً مسلمان سنی هستند و سومین گروه قومیتی بزرگ این کشور را پس از عرب‌های سوریه و کردهای سوریه تشکیل می‌شوند.
سوریه در سدهٔ یازدهم میلادی توسط امپراتوری ترکمانی سلجوقیان فتح شد و سپس به دست امپراتوری عثمانی افتاد. از آن پس تا پایان جنگ جهانی اول بخشی از امپراتوری عثمانی بود و مهاجرت ترک‌ها به سوریه در این دوران ادامه داشت.

## در دوران بشار اسد و جنگ داخلی
ترکمان‌های سوریه تحت حکومت بشار اسد حق نداشتند به زبان ترکی چیزی بنویسند یا منتشر کنند. دولت چه این‌ها چه قومیت‌های دیگر را به‌عنوان اقلیت به رسمیت نمی‌شناخت و ترجیح می‌داد بر وحدت ملت عرب تأکید کند. کمی بعد از آغاز اعتراض‌ها علیه دولت (سال ۲۰۱۱)، ترکمان‌ها با حمایت ترکیه (که دشمن سرسخت بشار اسد است) به مبارزه مسلحانه با حکومت برخاستند. حزب‌های ترکمان سوریه هم در قالب شورای ترکمان‌های سوری گرد هم آمدند. شورایی که با ائتلاف ملی مخالفان بشار اسد ارتباط دارد. در چند سال اخیر ترکمان‌ها چندین گروه مسلح گردان (مانند ترکمان‌های سوری که سال ۲۰۱۲ تشکیل شد) تشکیل داده‌اند.

## جمعیت
در سرشماری سال ۱۹۶۱ جمعیت آن‌ها حدود ۳۰ هزار نفر اعلام شد. ولی هم‌اکنون تخمین روشنی از جمعیت ترکمانان سوریه نیست ولی بسیاری از منابع جمعیت آنان را ۱۰۰ هزار تا ۲۰۰ هزار تن برآورد می‌کنند. ادعای دیگری جمعیت آنان را ۷۵۰ هزار تا ۱٫۵ میلیون تن برآورد می‌کند. با این وجود شورای ملی ترکمانان جمعیت ترکمنان را ۳٫۵ میلیون تن می‌داند.

## نگارخانه

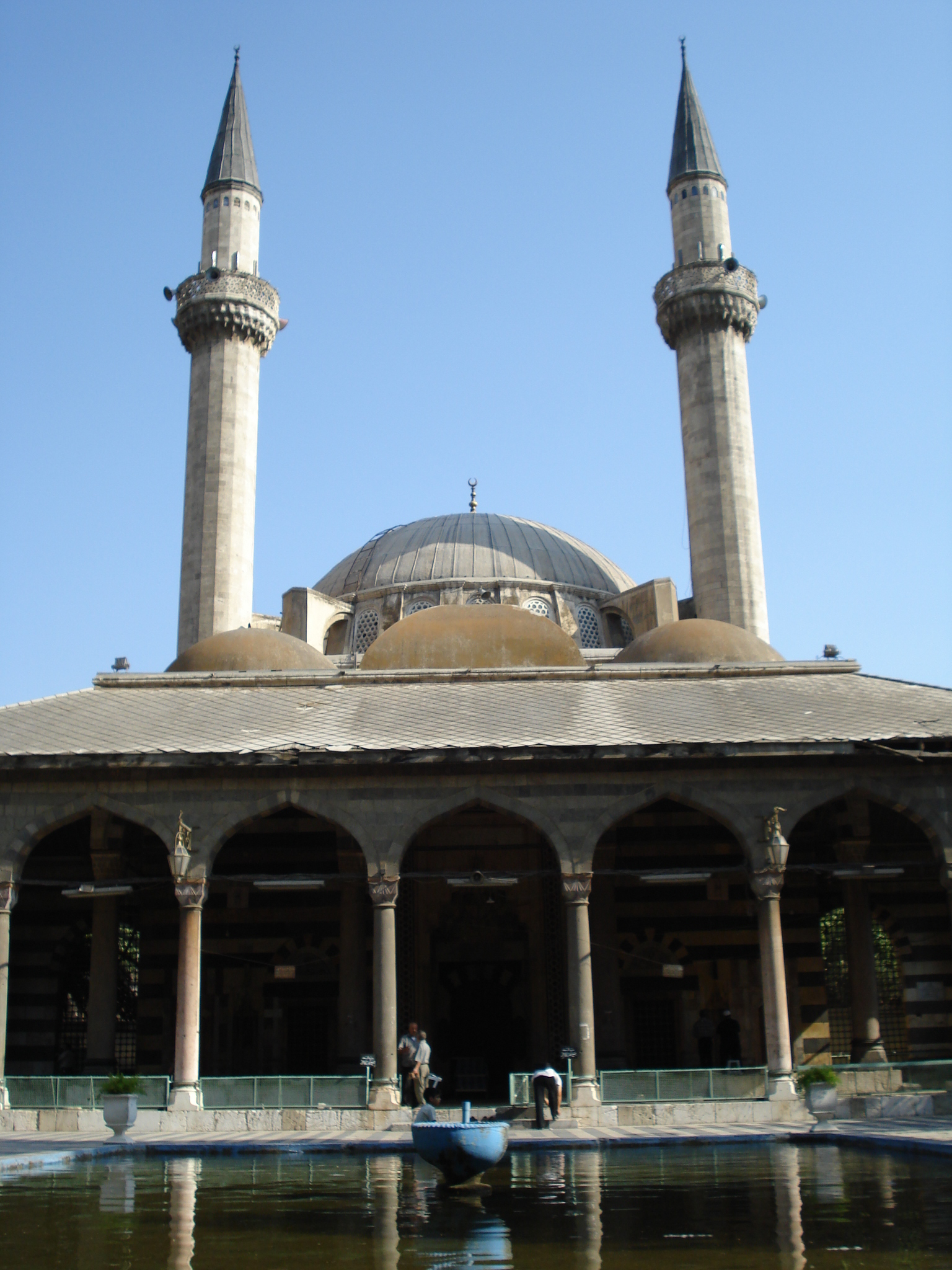
مسجد تکیه، ساخته شده به دستور سلیمان یکم
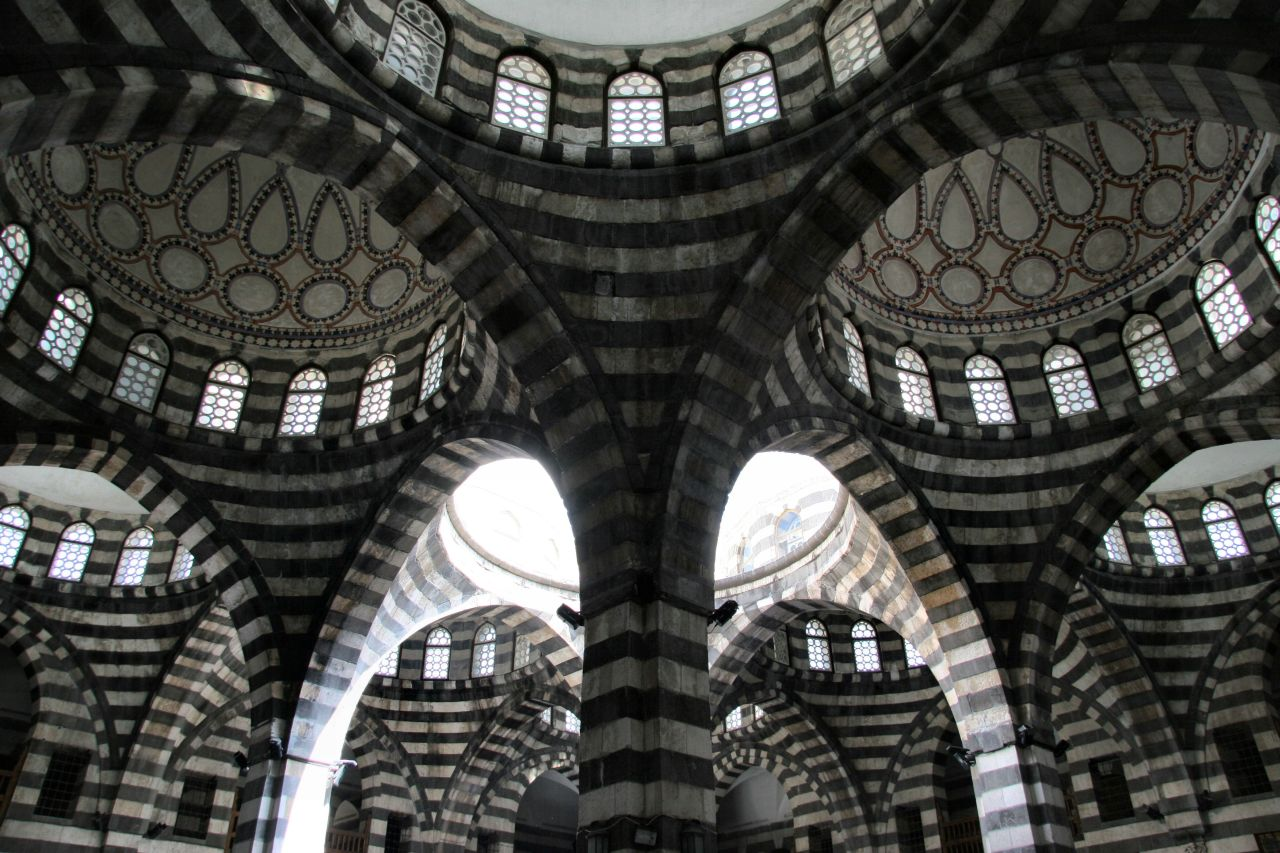
نمای درونی از خان اسعد پاشا
پرچم مردمان ترکمان سوریه